# Fistful of Vengeance
Fistful of Vengeance è un film del 2022 diretto da Roel Reiné.
Film d'azione-fantastico, su una sceneggiatura di Cameron Litvack, Jessica Chou e Yalun Tu, serve da sequel della prima stagione della serie televisiva Wu Assassins con Iko Uwais, Lewis Tan, Lawrence Kao, JuJu Chan, Pearl Thusi, Francesca Corney, Jason Tobin, Rhatha Phongam e Simon Puke. Il film è stato distribuito il 17 febbraio 2022 sul canale Netflix.

## Trama
Quando Jenny, la sorella di Tommy, viene uccisa, quest'ultimo assieme a Kai Jin e Lu Xin si recano a Bangkok per dare la caccia all'assassino, dopo aver trovato sul corpo di Jenny la metà di un antico talismano che li porta in Thailandia. Lì vengono contattati dal miliardario biotecnologico William Pan, che chiede che gli portino sua sorella gemella, il boss della malavita Ku An Qi. La donna, in realtà una jiangshi, per incrementare i suoi poteri ha consumato enormi quantità di qi al fine di conquistare il mondo. William spiega loro che lui e Ku sono discendenti di Pangu, colui che aveva plasmato l'universo, e quando questi venne sopraffatto dal potere incaricò il primo Wu Assassino di ucciderlo mentre la sua essenza venne trasferita all'interno di due talismani: uno in possesso di William e l'altro che Tommy aveva trovato su Jenny, che in precedenza era appartenuta a Ku. William spiega loro che Ku, che ha il controllo sul corpo mentre lui sullo spirito, aveva ucciso Jenny mentre cercava Kai, l'attuale Wu Assassino, ma quando ha lottato con lei ha perso il suo talismano. Adesso William può usare entrambe la metà dei talismani per depotenziare Ku e riportare l'ordine nell'universo. Il trio accetta di aiutare William tuttavia preferirebbero distruggere i due talismani una volta che gliela avranno consegnata vengano distrutti.
Insieme all'amica di Tommy, Preeya, il gruppo pianifica di rapire Ku da un incontro con i capi della Triade della città. Kai e Lu Xin, grazie al diversivo di Tommy e Preeya, si introducono nell'hotel per trovare i capi della Triade uccisi brutalmente. Vengono trovati e creduti i responsabili da Zama, un agente dell'Interpol anche ed ex amante di Lu Xin, ma viene fermata dall'arrestarli da Tommy che assieme a Preeya li informa che sono caduti in un'imboscata: Ku, che aveva avvertito la loro presenza, ha prima ucciso i  capi della Triade poi ha usato il controllo mentale su tutti quelli presenti nell'edificio per costringerli ad attaccare il gruppo e per evitare che scappino fa sigillare le entrate. Tra gli aggressori Kai incontra un suo nemico di lunga data: Zan Hui, colei che aveva ucciso Zio Six entrando in possesso del suo potere del Fuoco, che sta anche lavorando per Ku. Dopo un duro combattimento il gruppo fugge dall'hotel inseguito dagli uomini di Ku; dopo un sanguinoso scontro riescono a seminarli salendo su una barca con cui si dirigono verso il villaggio di Preeya. Lì lo sciamano del villaggio dice loro cosa sta realmente accadendo: William sta lavorando segretamente con Ku per tentare di riformare Pangu in modo che possano rifare il mondo a loro immagine. Per farlo, i due fratelli hanno bisogni sia della metà talismano in loro possesso che del qi di Kai.
William e Ku usano Preeya e la convincono a rubare il talismano a Tommy offrendole in cambio di riportare in vita la sua famiglia, morta a causa di un'inondazione, e lei disposta tutto rimuove le protezioni dal villaggio e dopo aver sottratto l'amuleto lo usa per assorbire parte del qi di Kai. Il villaggio viene attaccato dagli uomini di Ku ma Kai, Lu Xin, Tommy e Zama scappano. Il gruppo, che inizialmente si stava disfacendo (poiché Kai, Lu Xin e Tommy si davano la colpa a vicenda per quanto accaduto) si rimette in piedi grazie a Zama ricordando loro per chi stanno lottando, rintraccia William e Ku in un sito di scavi archeologici dove il primo Wu Assassino combatté Pangu. Preeya, che stava per essere uccisa, pentitasi del suo tradimento aiuta Tommy e Zama che sconfiggono Ku eliminandola dopo un duro scontro, mentre Kai combatte e uccide Zan, vendicando anche la morte di Zio Six. Tuttavia, William ottiene anche l'altra metà del qi di Kai con cui riesce a riformare Pangu, che prende il controllo del suo corpo e pure di Lu Xin, solo Kai riesce a resistergli. Per liberarlo dalla suggestione i due ingaggiano uno scontro ma usando i suoi poteri e il loro legame riesce a liberarlo e insieme sconfiggono Pangu, intrappolando un William sottoterra prima che il portale si chiuda.
Il gruppo lascia il sito archeologico e celebra la vittoria con una giornata in spiaggia, ma Kai dice loro che deve combattere un negromante dopo.

## Produzione
Le riprese sono state effettuate in Thailandia all'inizio del 2021.

## Accoglienza
Sul sito aggregatore di recensioni Rotten Tomatoes detiene un 50% di gradimento basato su 10 recensioni professionali, con una valutazione media di 5.3 su 10.